# Byrum
Byrum és una vila danesa de l'illa de Læsø, és la capital del del municipi de Læsø que forma part de la regió de Nordjylland, ambdós creats l'1 de gener del 2007 com a part d'una reforma territorial.